# 川越市産業観光館
川越市産業観光館（かわごえしさんぎょうかんこうかん）は、埼玉県川越市新富町にある商業施設。旧酒造会社の建物を転用した上で川越市が設置し、株式会社まちづくり川越が指定管理者となっている。愛称は「小江戸蔵里（こえど くらり）」で、2010年（平成22年）10月1日に開業した。

## 概要
川越市産業観光館は、1875年（明治8年）に創業した旧・鏡山酒造の酒蔵（国の登録有形文化財）を保存・改修し、2010年（平成22年）10月に開業した施設である。旧・鏡山酒造は、川越市内に最後まで残った造り酒屋で、明治・大正・昭和期に建てられた蔵が残されていたが、2000年（平成12年）に廃業した。それらの歴史的・文化的な施設を保存・活用すべきであるとの市民の声に応えるため、川越市が土地と建物を取得し、地域の産業と観光のための施設として計画・設置したものである。施設は、市民と観光旅行者との交流の場となり、地域の活性化を図ることを目的とし、地域周辺の物産などを紹介し販売している。酒造蔵は、明治蔵は「おみやげ処」、大正蔵は「まかない処」、昭和蔵は「ききざけ処」に各々活用した3つの蔵で構成されている。
愛称「小江戸蔵里」の由来
「小江戸」は、川越市の別名であり、川越の蔵造りの町並みを表現する「蔵」と、心のふるさとの「里」という意味を表現した。

## 沿革
- 1875年（明治8年） - 鏡山酒造が創業。
- 2000年（平成12年） - 鏡山酒造株式会社が廃業。
- 2008年（平成20年）3月 - 旧鏡山酒造の蔵3件が国の登録有形文化財に登録される。
- 2010年（平成22年）
  - 4月1日 - 川越市産業観光館が開設した。
  - 10月1日 - 施設オープン[1]。

## 建築概要
- 所在地 - 埼玉県川越市新富町一丁目10番地1
- 用途地域等 - 商業地域、建蔽率80%、容積率400%
- 防火地域等 - 準防火地域
- 敷地面積 - 3,064.09m2
- 延床面積 - 1,234m2
- 明治蔵 - 419m2、土蔵造2階一部平屋建、明治時代中期建築
- 大正蔵 - 305m2、木造2階一部平屋建、大正時代初期建築
- 昭和蔵 - 232m2、土蔵造2階建、昭和6年建築
- 瓶詰作業場 - 278m2、木造平屋建、建築年代不詳
- 広場 - 500m2
- 駐車場 - 身障者用1台[2]

## 店舗情報
明治蔵
「おみやげ処」 - 営業時間 午前10時 - 午後6時 
- 物販店 - 「小江戸鏡山酒造」、「くらづくり本舗」、「おいもやさん興伸」
- 軽食・ソフトドリンク - 「Kura Cafe」
- 菓子・食品・民芸品 - 「蔵里セレクション」[3]

大正蔵
「まかない処」 - 営業時間 - 月曜 - 金曜日 午前11時 - 午後3時、午後5時 - 午後10時、土・日曜日・祝日 午前11時 - 午後10時 
- レストラン - 「八州亭」[4]

昭和蔵
「ききざけ処」 - 営業時間 午前11時 - 午後7時
- 埼玉県内35蔵の日本酒の有料試飲機での飲み比べ、発酵ばるコーナー[5]

展示蔵
「つどい処」 - 会議室、ギャラリー、広場
- 受付期間 - 利用日6か月前から、利用日7日前まで
- 受付時間 - 午前9時 - 午後6時
- 利用申込 - 展示蔵事務所窓口及び川越市公共施設予約システムで予約
- 駐車場 - 乗用車は無、観光バス用2台分有[6]

## 文化財
登録有形文化財（建造物）
登録年月日:2008年（平成20年）3月7日、種別:産業2次/建築物、登録基準:国土の歴史的景観に寄与しているもの。
旧鏡山酒造明治蔵
年代:1868年 - 1911年（明治中期）建築、土蔵造2階一部平屋建、瓦葺、建築面積418m2。
旧鏡山酒造大正蔵
年代:1912年 - 1925年（大正初期）建築、木造2階建一部平屋建、瓦葺、建築面積304m2。
旧鏡山酒造昭和蔵
年代:1931年（昭和6年）建築、土蔵造2階建、瓦葺、建築面積231m2。

## 交通
鉄道
- JR川越線 - 川越駅下車、徒歩15分
- 東武東上線 - 川越駅下車、徒歩15分
- 西武新宿線 - 本川越駅下車、徒歩3分

高速道路
- 関越自動車道 - 川越IC

## 関連文献
- 川越市『小江戸蔵里』「明治8年創業鏡山酒造は小江戸蔵里に生まれ変わりました（登録有形文化財）」小江戸蔵里、2010年10月